# Filosofia della storia

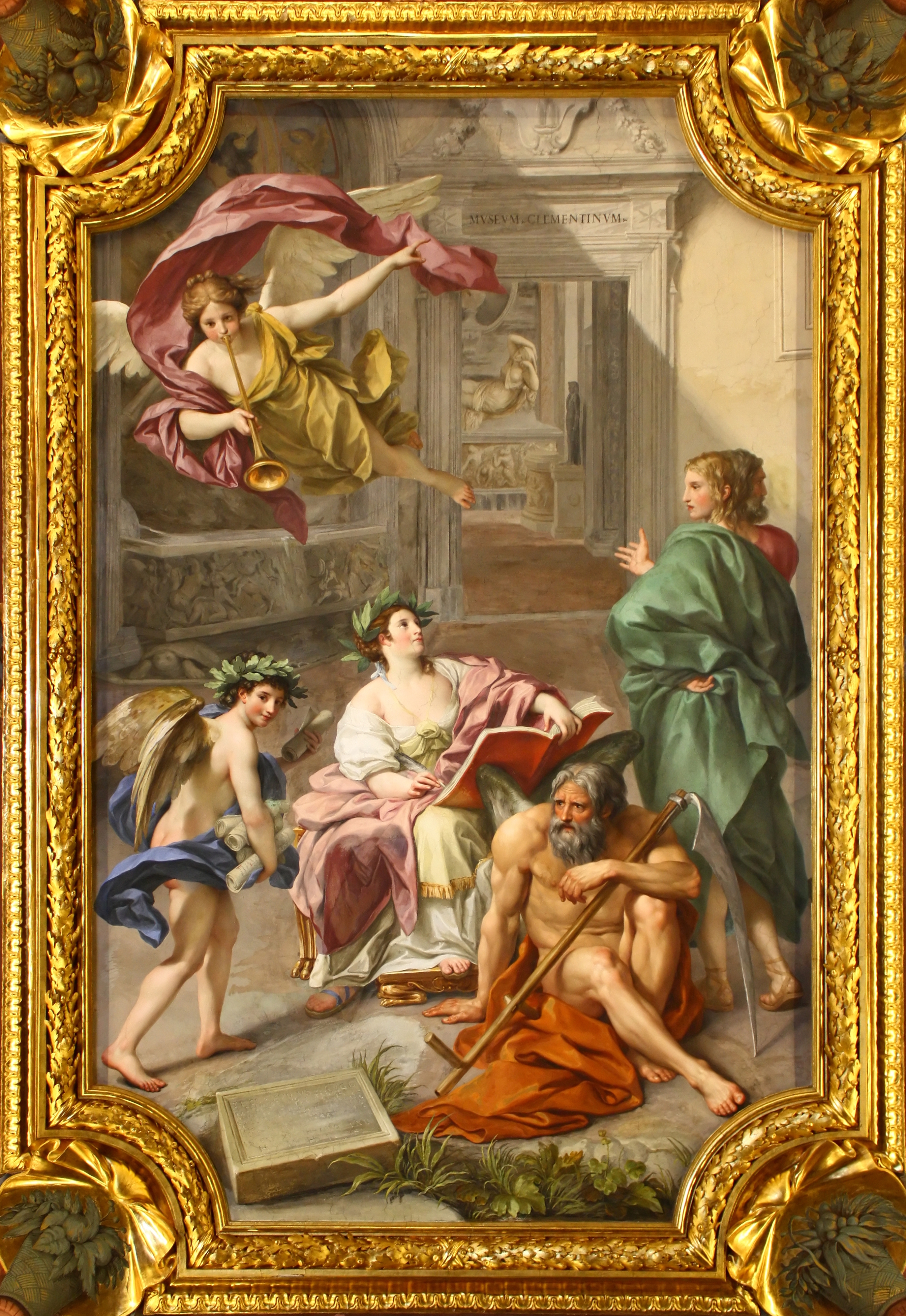
Allegoria della Storia e suo trionfo sul tempo, affresco di Anton Raphael Mengs sul soffitto della Camera dei Papiri ai Musei Vaticani (1772)

La filosofia della storia si occupa del significato spirituale della storia e di un suo possibile fine teleologico. Essa si chiede se esista un disegno, uno scopo, o un principio guida nel processo della storia, e quale ruolo vi occupi l'essere umano. Altre questioni su cui si interroga questa disciplina sono se la storia consista nella realizzazione della verità o di un ordine morale, se essa è ciclica o lineare, o se esiste il concetto di progresso.

## Origine e significato del termine

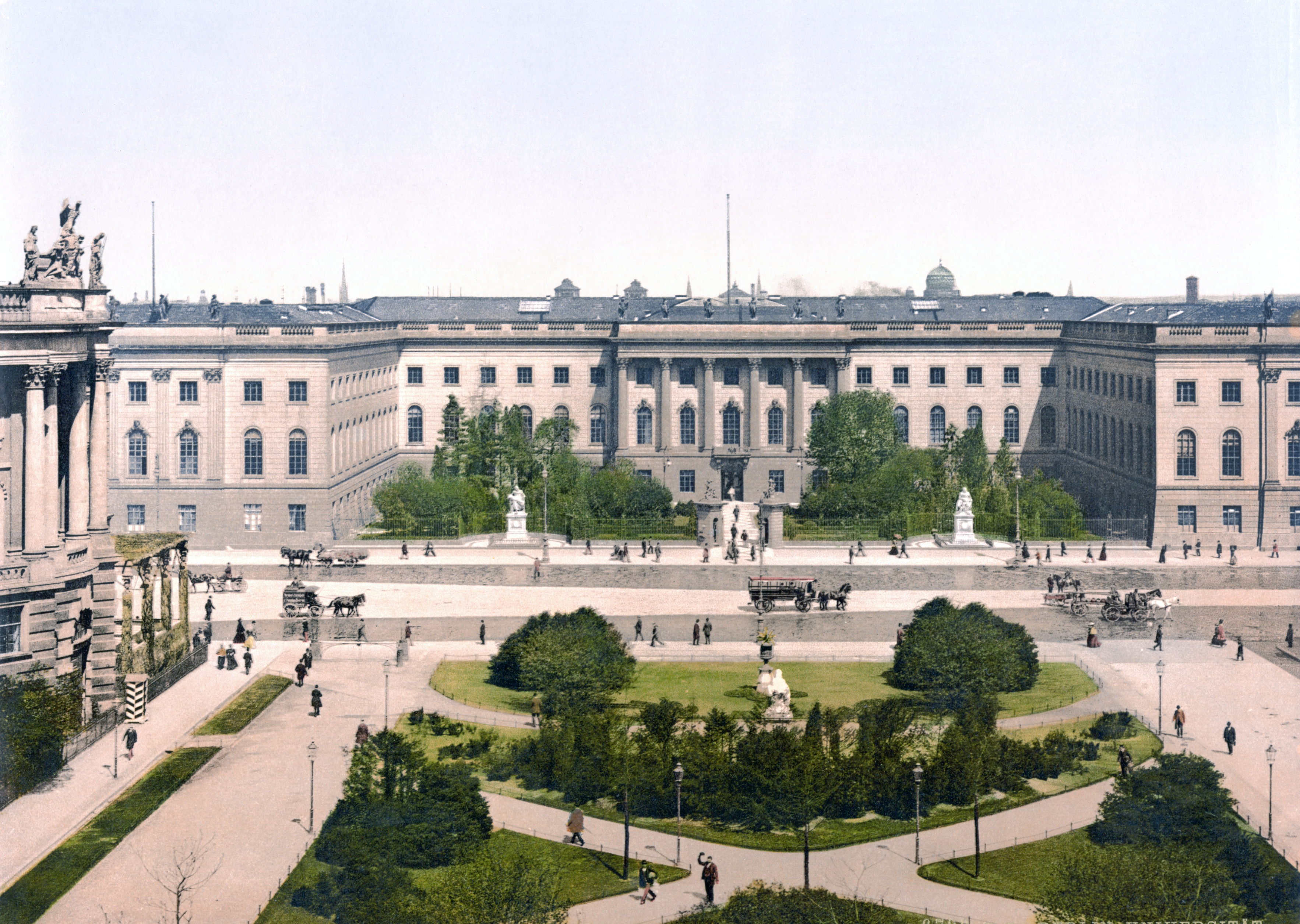
L'Università di Berlino nel 1900. Fu la prima università ad accogliere la disciplina della filosofia della storia. Essa fu introdotta da Hegel agli inizi del XIX secolo.

Da un punto di vista più positivista la filosofia della storia è la disciplina filosofica che studia la fenomenologia storica degli avvenimenti in base ai canoni della scienza, considerando ogni ideale ed entità metafisica come meri oggetti di studio.
Il primo ad usare il termine fu probabilmente Voltaire con il suo La philosophie de l'histoire del 1765, anche se la ricerca di un senso della storia è ben precedente. Il termine storiosofia, coniato da Gershom Scholem è sostanzialmente equivalente a filosofia della storia, anche se esso va più precisamente riferito all'intersezione di storia e metafisica.
La filosofia della storia si distingue inoltre dalla storiografia, che è lo studio della storia come disciplina accademica, e quindi riguarda i suoi metodi e le sue pratiche, come pure il suo sviluppo temporale come disciplina. Allo stesso tempo, la filosofia della storia va distinta dalla storia della filosofia, la quale è lo studio dello sviluppo delle idee filosofiche nella loro sequenza temporale.

## Concezioni della storia
In linea teorica, le concezioni della storia possono essere considerate di tipo "storicistico", se interpretano il susseguirsi degli eventi come processo unico, unidirezionale, provvidenziale o portatore di progresso. 
Ad esse si opporrebbero quelle filosofie che intendono la storia::
- come regresso: i Greci conoscevano il mito dell'età dell'oro, descritto ad esempio da Platone, epoca di perfezione da cui l'umanità è decaduta per gradi; concezione riaffermata da pensatori esoteristi come René Guénon, che identificano la modernità con l'età oscura del Kali Yuga, seppure in vista di un ritorno all'origine;
- come ciclo: gli antichi Stoici interpretavano il mondo come ripetizione di cicli cosmici, visione ripresa da Nietzsche con il mito dell'eterno ritorno e, in un senso diverso, da Spengler, secondo cui le civiltà nascono, crescono, e muoiono in modo necessario;
- come casualità: ad esempio Schopenhauer considera pessimisticamente la storia come priva di meta e di scopo, teatro illusorio e doloroso di vicende per lo più somiglianti tra loro.[3] Un atteggiamento antistoricista, scettico verso ogni teleologia del divenire, caratterizza il pensiero di Karl Popper, oltre che quello strutturalista e post-moderno.

Si tratta in ogni caso di concezioni dai contorni non definibili e spesso sovrapposti, che hanno cercato di indagare la natura della storia anche in relazione al libero agire dell'uomo.

### Formulazioni in ambito cristiano

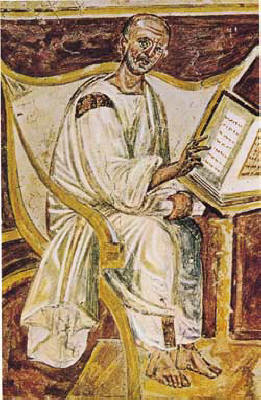
Ritratto di Agostino, Palazzo del Laterano, Roma

Il primo tentativo di inquadrare la storia entro una visuale filosofica e metafisica si deve alla concezione lineare e progressiva del tempo propria del cristianesimo, mentre nel mondo antico, così come nelle dottrine orientali, la via percorsa dall'uomo in un apparente progresso tornava ripetutamente sui suoi passi iniziali, in un sussegursi di avvenimenti sempre uguali, in maniera analoga al naturale corso del ciclo delle stagioni. Fiducia nel progresso futuro era stata tuttavia espressa da Seneca, consapevole che più grande di quello posseduto in passato è il sapere posseduto nella sua epoca, destinato a sua volta ad essere superato dal sapere delle generazioni successive.
Agostino di Ippona è quindi considerato il primo filosofo a introdurre la storia nella filosofia, una dimensione mai esplicitamente indagata dal pensiero greco. La sua concezione si inserisce nel contesto escatologico dell'Antico Testamento, secondo cui Dio si serve della storia per realizzare i propri progetti di redenzione. Nel pensiero greco era certamente presente l'idea della contrapposizione tra bene e male, ma era assente la nozione del peccato, per cui non c'era una visione lineare della storia (come percorso di riscatto verso la salvezza), e il mondo era concepito soltanto in forma ciclica. Agostino invece ebbe presente come la lotta tra bene e male si svolge soprattutto nella storia. Ciò significa che Dio interviene attivamente nella vita terrena degli uomini, interessandosi a loro per educarli e liberarli dalle catene della corruzione.
Secondo Agostino, tuttavia, permaneva un abisso tra Dio e il mondo. La divina provvidenza, pur guidando il cammino dell'umanità, rimane esterna e trascendente rispetto ad esso: lo guida, nel senso che l'indirizza fino al punto in cui la Storia avrà termine, per sboccare in ciò che è oltre il tempo. Principio e Fine restano pertanto al di là, su un piano trascendente.
Una prospettiva escatologica si ritrova in età medioevale nelle attese di Gioacchino da Fiore, uno dei primi teologi cristiani a concepire una suddivisione della storia in tre grandi ere: ad un'epoca del Padre, corrispondente all'ebraismo e all'Antico Testamento, contraddistinta da Mosè, ovvero l'ariete che distrugge il toro (episodio del "vitello d'oro"), era seguita secondo Gioacchino un'era del Figlio, in cui Gesù, simboleggiato dai pesci, s'è rivelato nel cristianesimo e nel Nuovo Testamento; sarebbe infine giunta una nuova era, quella dello Spirito.

### Il Rinascimento
Nel Rinascimento, la rivalutazione della figura dell'uomo favorì una nuova presa di coscienza del suo ruolo e del suo senso di responsabilità all'interno della storia. La filosofia politica del Cinquecento vide contrapporsi, in particolare, l'utopismo di Tommaso Moro da un lato, e il realismo di Machiavelli dall'altro. Quest'ultimo, primo teorico della "ragion di stato", espresse nel Principe il suo impegno finalizzato alla costruzione di un potere saldo ed efficiente, inserito nell'ideale rinascimentale di opporre la volontà e la responsabilità umane al dominio del caso e alle incognite della storia.
L'ideale machiavellico di uno stato forte, basato sulla comprensione delle leggi a cui perennemente soggiace la storia, fu tuttavia respinto da Guicciardini, secondo cui la storia politica rimaneva luogo di scontro di forze puramente individuali: di qui quel suo atteggiamento di affidarsi al proprio particulare, inteso come tornaconto e utile personale.

### I corsi e ricorsi storici di Vico

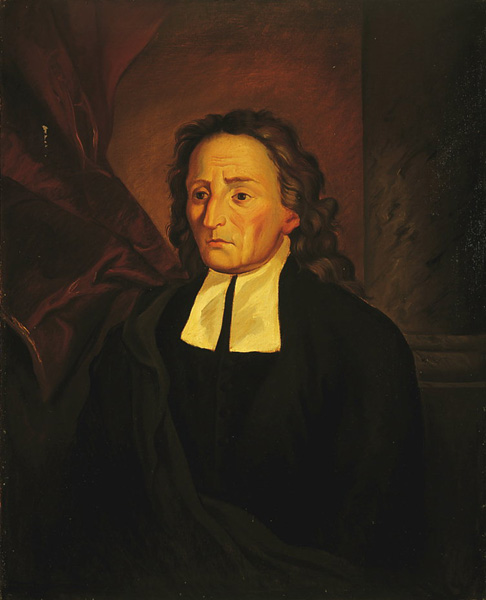
Giambattista Vico

Il tentativo di coniugare il finalismo cristiano della storia con la libertà dell'uomo, e con le scelte da lui operate all'interno di essa, fu perseguito soprattutto dalle correnti neoplatoniche dell'età moderna, di cui Giambattista Vico fu uno dei maggiori rappresentanti. Nella Scienza nuova, Vico concepì la storia come uno sviluppo in divenire delle idee platoniche, verità eterne che si esplicano però nella contingenza: grazie al modo specifico che ha l'uomo di esistere e di estrinsecare le Idee divine nel mondo, queste si traducono in realtà storica.
L'uomo è il creatore della civiltà, ma al di sopra di lui vi è un principio superiore, non finalistico, che regola e indirizza la storia secondo leggi che vanno al di là, o persino contrastano, con i fini che gli uomini si propongono di conseguire (eterogenesi dei fini).
(Giambattista Vico, Scienza nuova, conclusione)
Secondo Vico il metodo storico dovrà procedere attraverso l'analisi delle lingue dei popoli antichi «poiché i parlari volgari debono essere i testimoni più gravi degli antichi costumi de' popoli che si celebrarono nel tempo ch'essi si formarono le lingue», e quindi tramite lo studio del diritto, che è alla base dello sviluppo storico delle nazioni civili.
Questo metodo consente di identificare nella storia la legge fondamentale del suo sviluppo, che procede attraverso tre età:
- l'età degli dei, «nella quale gli uomini gentili credettero vivere sotto divini governi, e ogni cosa esser loro comandata con gli auspici e gli oracoli»;[15]
- l'età degli eroi, dove si costituiscono repubbliche aristocratiche;
- l'età degli uomini, «nella quale tutti si riconobbero esser uguali in natura umana».[16]

L'idea vichiana di Provvidenza, ripresa da Plotino, non è da intendere come un provvedere fattivamente a qualcosa, bensì come il naturale adeguarsi della realtà alle Idee che la precedono. Ne deriva che la storia non obbedisce per necessità ad uno scopo deliberato, imposto ad essa dall'esterno, bensì genera soltanto le condizioni storiche e contingenti in cui l'uomo si trova ad operare: di queste l'uomo si serve come strumenti per esplicare la propria stessa libertà. Egli adopera, cioè, le peculiarità delle situazioni storiche come materia a cui dare una forma secondo la propria volontà.
L'esistenza della Provvidenza non può pertanto impedire a volte la regressione nella barbarie, da cui si genererà un nuovo corso storico che ripercorrerà, seppure in forme nuove, quelli passati, perché sottostanno tutti agli stessi modelli eterni e atemporali, secondo un andamento ciclico.
A differenza dunque di quanto dirà Hegel, la ragione per Vico non crea la verità, poiché questa è trascendente, non il risultato di un procedere storico; e per cogliere la verità, non si può fare a meno del senso e della fantasia, senza le quali appare astratta e vuota. Il fine della storia, infatti, non è affidato alla sola ragione, ma alla sintesi armonica di senso, fantasia e razionalità.

### Il Romanticismo

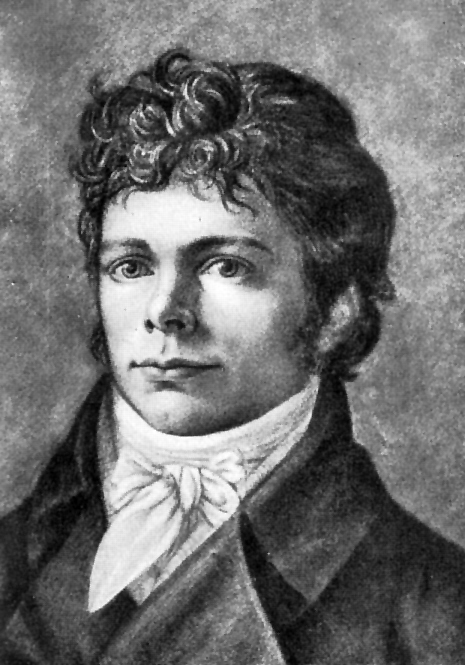
Friedrich Wilhelm Schelling

La concezione neoplatonica di una verità assoluta che si esplica nella storia ritorna nel Romanticismo, attraverso la mediazione dello spinozismo. Herder, col quale collaborò attivamente Goethe, sostenne la presenza di una Forma ideale, concretizzata indirettamente dalla Provvidenza, che passa attraverso tutti gli esseri, «dalla pietra al cristallo, dal cristallo ai metalli, da questi alla creazione delle piante, dalle piante all'animale, da questo all'uomo»: la storia umana è quindi la continuazione dell'evoluzione della natura. Lo sviluppo dell'umanità appare come la vicenda di un singolo individuo e viceversa, poiché entrambi attraversano le stesse fasi della crescita, fino a diventare artefici del proprio destino. L'uomo libero è per Herder lo scopo autentico della natura, «il fiore della creazione». Ogni popolo ha la sua caratterizzazione in cui si manifesta in forma peculiare lo Spirito universale, in ogni suo aspetto, quale ad esempio la lingua, che è come una pianta che cresce, ed in cui si esprime l'archetipo nazionale.
In maniera diversa, anche Schelling interpreta l'Idea in senso trascendentale, come progressiva realizzazione dello Spirito nella Natura. L'idealismo trascendentale è dunque per lui la dimensione in cui consiste la filosofia della storia, parallela e complementare alla filosofia della natura, che viceversa studia il modo in cui la natura si evolve progressivamente fino a spiritualizzarsi nell'intelligenza. Nel Sistema dell'idealismo trascendentale viene così descritta la graduale presa di coscienza del soggetto umano, che col suo agire pratico, attraverso tre epoche di sviluppo, si attua sempre più nella realtà oggettiva.
Anche Schelling si preoccupa di conciliare il finalismo della storia con la libertà dell'uomo: questi non è vincolato da una necessità naturale, e d'altra parte non è nel puro arbitrio che egli può realizzare sé stesso. La storia piuttosto è paragonata da Schelling a un dramma in cui Dio è l'autore, e l'uomo l'attore che interpreta e rimodella attivamente il ruolo assegnatogli. Nell'agire umano, così, la filosofia pratica da un lato si avvicina progressivamente e indefinitamente all'assoluto, ma come già in Kant e Fichte, ha il limite di non poterlo realizzare compiutamente. Essa è una "dimostrazione" mai conclusa dell'assoluto, che come tale resta quindi ancora (seppure in forme via via minori) oggetto di fede.

### La ragione assoluta di Hegel

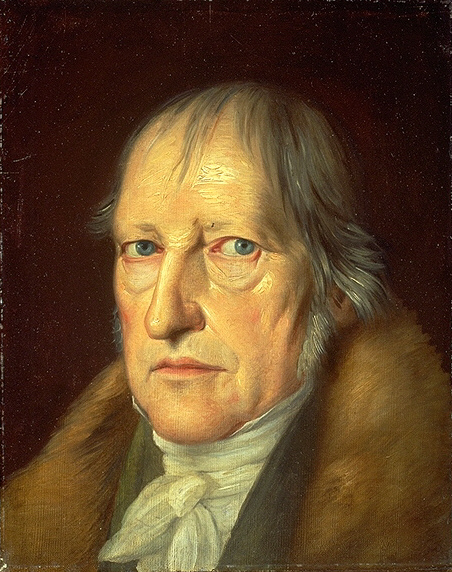
Georg Wilhelm Friedrich Hegel

Con Hegel si ha un capovolgimento della prospettiva precedente, e un rinnovamento radicale della filosofia della storia, concepita in forme del tutto nuove. Per Hegel non ci sono presupposti atemporali su cui basarsi per comprendere la storia, perché la conoscenza umana muta di volta in volta, e quindi non esistono verità eterne, né una ragione astorica. L'unico punto fisso a cui fare riferimento è la storia stessa, che diventa il criterio per stabilire cosa è vero e cosa è falso. Non è la realtà a procedere dall'Assoluto, ma l'Assoluto è questo stesso procedere, evolvendosi verso una sempre maggiore consapevolezza di sé. La storia del mondo è la storia del modo in cui lo Spirito prende coscienza di sé. Non si tratta di un'entità trascendente che guida la storia, ma esso stesso si realizza nella storia, tenendone i fili e parlando attraverso i suoi uomini, che sono come strumenti nelle mani di questo ineluttabile essere supremo («astuzia della ragione»).
(G. W. F. Hegel, Vorlesungen über die Philosophie der Geschichte, ed. Lasson, Leipzig, 1917)
Poiché la verità scaturisce da un percorso dialettico e razionale, anziché sussistere in una dimensione trascendente e astorica, non ha senso per Hegel parlare di cosa è giusto o sbagliato in assoluto, ma solo in relazione ad un preciso contesto storico. Non vi sono altri criteri, al di fuori del processo storico, per valutare l'intrinseca razionalità di qualcosa.
La filosofia della storia di Hegel si pone pertanto come la sintesi di tutte le filosofie precedenti, assimilate a gradi via via superiori dello spirito, rappresentando infine sé stessa come il momento in cui la stessa filosofia della storia diventa cosciente di sé. Ne consegue l'identificazione della filosofia della storia con la storia della filosofia.

### Il materialismo storico di Marx

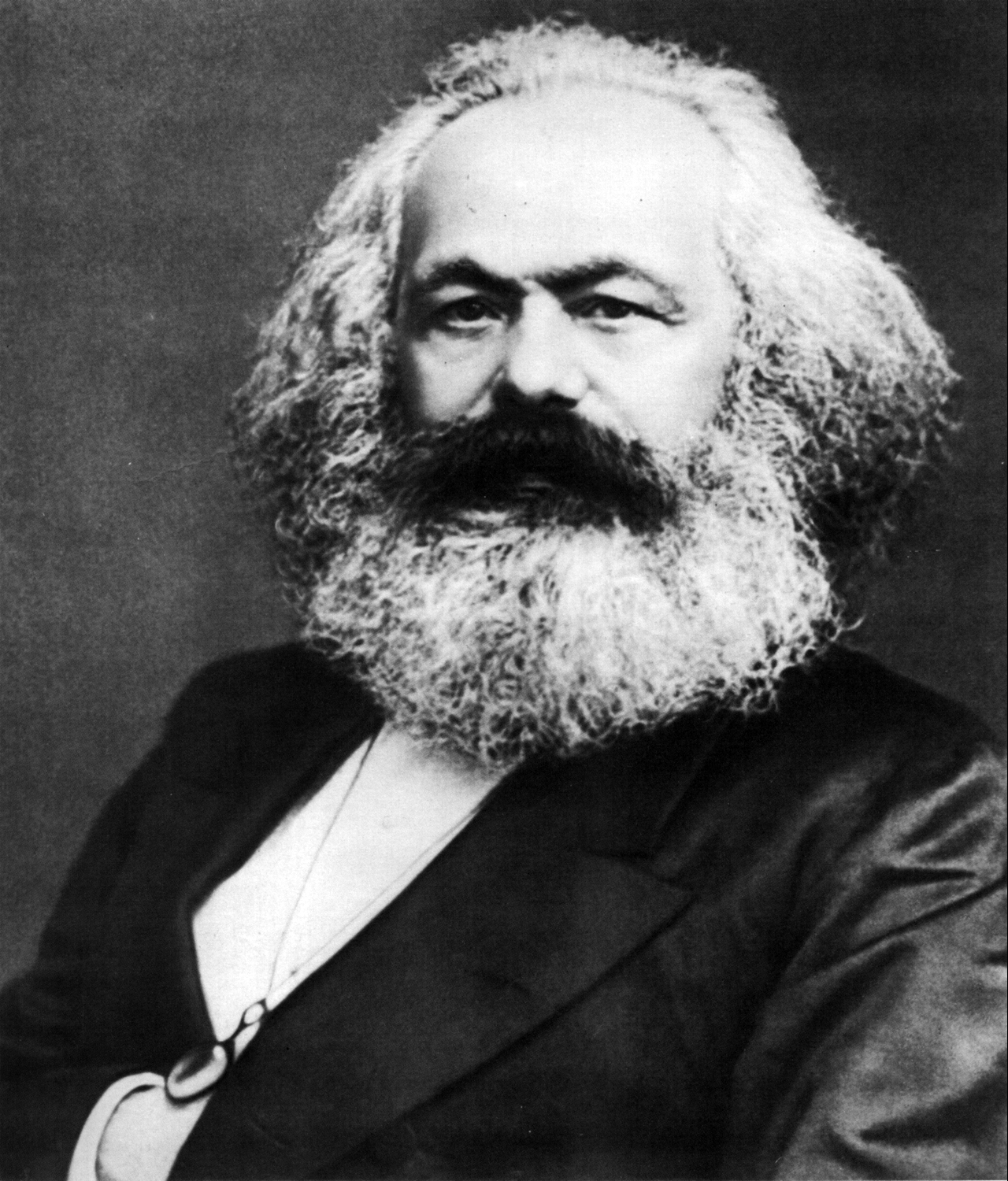
Karl Marx

Contestando ad Hegel il suo spiritualismo, il fatto che questi facesse discendere la realtà dall'idea, Marx mirò a prelevarne il «nocciolo razionale» nascosto nel «guscio mistico», applicando la sua dialettica in senso materialista, sostenendo cioè che è la base materiale, economica e storica, a generare quella sovrastruttura teorica che poi, a sua volta, tornerà a modificare la prassi. Per il resto, Marx condivideva di Hegel l'assunto che le contrapposizioni della storia non trovano conciliazione in un principio superiore (come ad esempio Dio), ma nella storia stessa, il cui esito finale, secondo Marx, non trascende le umane vicende, ma è immanente allo scontro dialettico tra le classi sociali, e in particolare tra la "struttura" economica (costituita dai rapporti materiali di produzione) e la "sovrastruttura" (gli apparati culturali che ne occulterebbero la vera natura). Questo modo di concepire la filosofia della storia prese il nome di materialismo dialettico.
Marx disse dei filosofi finora succedutisi che avevano soltanto interpretato il mondo in diversi modi, sulla base di verità astratte e atemporali; ma si trattava ora di trasformarlo. Presentandosi come "socialismo scientifico", in forma di scienza che abbia scoperto le leggi del divenire storico, ma anche come ideologia che prospetta tale divenire orientato verso un fine, il marxismo ha ricevuto su questo punto le critiche di diversi studiosi e filosofi, tra cui Hans Kelsen, Max Weber, Karl Popper, i quali gli contestarono di avere mescolato e contaminato in tal modo, senza avvedersene, scienza e ideologia. Notevole danno hanno prodotto, secondo Popper, il pensiero hegelo-marxista e il materialismo nel ritenere che ogni verità sarebbe relativa all'epoca storica che la produce, ragion per cui si avrebbero anche più verità in contrasto tra loro che, anziché escludersi, convivrebbero in forma "dialettica": un pensiero foriero di relativismi che contraddice il canone principale della ricerca scientifica, che è quello di accettare le confutazioni.

### Storicismo e positivismo
Dai sistemi di Hegel e di Marx si evolve il concetto di storicismo (o "istorismo", termini entrambi derivati dal tedesco Historismus) nato nella cultura romantica tedesca, per sottolineare la natura storica e progressiva della manifestazione della verità, frutto di una lenta maturazione che procede secondo una precisa logica di sviluppo. Il primo autore che presenti un simile modello teorico è Johann Gottfried Herder nel mondo tedesco, mentre in quello latino fu attribuito a Giambattista Vico.
A differenza della dialettica hegelo-marxista, basata su bruschi passaggi da una tesi a un'antitesi, il positivismo sviluppa una visione lineare della storia come accrescimento costante, pur sempre in un'ottica decisamente immanente. Comte avanza una «legge dei tre stadi», che riguardano sia lo sviluppo dell'individuo che quello dell'umanità intera, mettendo a punto una teoria sull'evoluzione della società nella storia, che è anche evoluzione del pensiero, delle facoltà dell'uomo e della sua organizzazione di vita: con la sua legge egli prefigura l'avvento dell'era positiva in cui la scienza avrebbe avuto un posto centrale nella vita degli uomini. Anche la scienza attraversa tre fasi di sviluppo in base alla sua complessità sino a giungere allo stato positivo. Tale meta viene raggiunta seguendo un criterio preciso: la semplicità o altrimenti detta generalità. Comte vuol dimostrare con questa classificazione che il pensiero positivo, che si è sviluppato dapprima nelle materie semplici, prima o poi dovrà necessariamente estendersi ad altre materie quali la politica, giungendo così alla nascita di una scienza positiva della società, la sociologia.
Al concetto di progresso viene quindi affiancata sempre più spesso la teoria darwiniana della evoluzione che viene applicata alla storia umana considerata come completamento della evoluzione biologica.
L'autore che rappresenta meglio questa concezione è Herbert Spencer che vede la storia umana come una continua progressiva evoluzione delle fasi che attraversa, anche di quelle fallite, momentaneamente negative, ma inevitabilmente superate verso il raggiungimento della piena felicità.

### L'escatologia di Heidegger

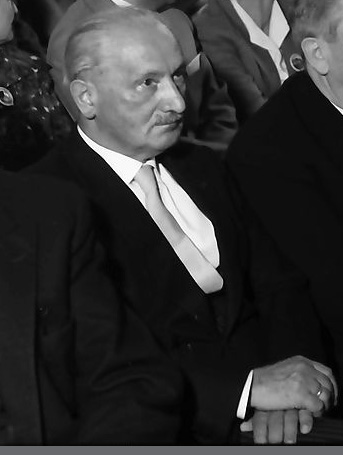
Martin Heidegger

Nel Novecento, con l'opera di Heidegger, si è avuto un ritorno ad una visione escatologica e religiosa della storia, concepita, secondo echi della teologia negativa neoplatonica-cristiana, come l'orizzonte temporale in cui l'essere «si disvela». Heidegger riprende la verità nel significato etimologico di non-nascondimento (a-letheia), andando alla ricerca di nuove forme di rivelazione: Essere è ad esempio l'infinito di «è», ed è proprio nel modo indicativo che esso viene reso di frequente, il che ne evidenzia la natura in atto. L'essere infatti, secondo Heidegger, «accade».
(Martin Heidegger)
 In opposizione al neopositivismo, all'empirismo logico e al neokantismo, Heidegger afferma che l'essere si manifesta attraverso il linguaggio, soprattutto poetico. Un'altra prospettiva in cui l'essere può manifestarsi è quella del tempo, poiché la parola stessa ha dimensione temporale e ci parla della storicità dell'essere, che «si dà» e si nasconde attraverso le epoche. Anche qui l'analisi della temporalità dell'essere si fonda su un'indagine linguistica, in questo caso della parola greca epoché, «sospensione». Ogni epoca indica una particolare modalità di sospensione dell'essere, il quale, se per un verso «si dà» e si disvela, per l'altro rimane sempre in qualche misura in sé stesso, appunto, in sospensione, ossia nascosto.
In queste analisi Heidegger vedeva la conferma di come il singolo uomo non possa decidere arbitrariamente del proprio operato rispetto al mondo, ma si trovi inevitabilmente condizionato da situazioni storico-linguistiche fuori dal suo controllo.
(Martin Heidegger, cit. da La dottrina di Platone sulla verità, in Gesamtausgabe [Opere Complete], 9, Wegmarken, pag. 237, Klostermann, Frankfurt am Main 1976.)

## Autori
Di seguito un elenco dei principali autori di una filosofia della storia, o che hanno sviluppato riflessioni ad essa attinenti:
- Agostino d'Ippona[10]
- Gioacchino da Fiore
- Niccolò Machiavelli
- Francesco Guicciardini
- Thomas Hobbes[38]
- Giambattista Vico
- Johann Gottfried Herder
- Joseph de Maistre
- Immanuel Kant[39]
- Johann Gottlieb Fichte
- Friedrich Wilhelm Joseph von Schelling
- Georg Wilhelm Friedrich Hegel
- Karl Marx
- Auguste Comte
- Benedetto Croce[40]
- Giovanni Gentile

- Herbert Spencer
- Max Weber
- Oswald Spengler[41]
- Nikolaj Aleksandrovič Berdjaev[42]
- Heinrich Rickert
- Martin Heidegger
- Jacques Maritain[43]
- Karl Löwith
- Siro Contri[44]
- Michel Foucault
- Jürgen Habermas
- Francis Fukuyama[45]
- Lev Tolstoj
- Norberto Bobbio
- Karl Popper
- Tommaso Demaria[46]